# Trond Einar Solberg Indsetviken
Trond Einar Solberg Indsetviken, född 4 december 1956, är en norsk konstnär.
Solberg Indsetviken studerade vid Statens håndverks- og kunstindustriskole i Oslo 1977 – 1980, textil vid Bergen kunsthåndverksskole 1980 – 1981 och Vestlandets kunstakademi  i Bergen 1982-1986.
Han har tilldelats Hedmark fylkeskommunes kunstnerstipend-materialstipend 2005, Løten kommunes kulturpris 2006, BKH vederlagsfondet 2009 och BKH delegerte midler 2014.
Bland hans offentliga arbeten märks utsmyckningen för Ringsaker videregående skole i Moelv 1989, färgsättning av Stadiongjerde i Hamar 1993, Fjellvold bo og servicesenter i Østre Toten 2007 och Løten helsetun i Løten 2009.
Han använder sig av konstnärsnamnet TrondE.